# Fucellia syuitimorii
Fucellia syuitimorii är en tvåvingeart som först beskrevs av Seguy 1936.  Fucellia syuitimorii ingår i släktet Fucellia och familjen blomsterflugor. Inga underarter finns listade i Catalogue of Life.